# 拉杰什·库斯拉帕里
拉杰什·罗摩衍那·库斯拉帕里博士（英語：Rajesh Ramayan "Raj" Koothrappali, Ph.D，亦译为拉杰什·库斯拉帕里 ）是哥伦比亚广播公司（CBS）电视剧《生活大爆炸》中的一个虚构角色，由昆瑙·纳亚尔饰演。拉杰什是一位来自印度在加州理工学院物理系工作的天文学家，他在剧中是霍华德·沃洛维兹（由西蒙·黑尔贝格饰演）最好的朋友。拉杰什的人物主要特点是他患有选择性缄默症，所以除非喝酒或摄入含酒精的食物，否则他无法和家庭以外的女性交谈。他的父亲V·M·库萨帕里在印度是妇产科医生，十分富有（但是拉杰却总爱谎称出身相似《贫民窟的百万富翁》），父母二人常与他视訊聊天。在第三季中，他的研究陷入了绝境，而又不愿意返回印度，因此不得已转为在谢尔顿手下共事，并与他共用一间办公室。第六季最终集，因为女友露西与他分手，他的选择性缄默症也意外治好。

## 形象
拉杰什经常被简称为拉杰，或是被谢尔顿称为库瑟帕里。虽然他来自印度新德里，但他却厌恶印度食物，而且他关于印度文化和印度教的知识也经常被谢尔顿嘲讽。拉杰的家庭非常富有，共有六个孩子，其中的一个妹妹普莱娅曾是莱纳德的女友。拉杰经常穿着里三层外三层的衬衫、毛背心、卡其服和明色或柔色的防风夹克，仅在原版策划剧情中才多戴一顶红色的鸭舌帽。在“安装楼梯”一集中，有个闪回镜头表示拉杰曾打扮得貌似印度当红电影《迈阿密天龙》中的人物。
四个宅男每周三晚上都乐此不疲地蹲在莱纳德和谢尔顿的公寓里玩《光晕》，这项娱乐活动偶尔也会在拉杰家举行。他们也非常热爱玩《科南时代》，而且拉杰还号称自己对此上瘾。

## 性格
一般说来，拉杰比起莱纳德、霍华德、佩妮来说对谢尔顿更为客气耐心，但谢尔顿却意识不到这一点，并且有一次把拉杰从他朋友的名单中开除出去。
拉杰有“尿急症”，一紧张就想跑厕所。这一点在佩妮对他发飙、或是跟莱纳德一起去科特家要回佩妮的钱的时候表现得特别明显。
拉杰的主要性格笑点之一是他经常性地出现举止失当的情况，并且一般都是南辕北辙，这导致他被严重围观并收到负面评价。在“爱车互换”一集中，莱纳德和佩妮正准备在宾馆的房间中上床的时候，他径直走进来，倒头就睡，完全没意识到自己在当电灯泡。在这一集的后半段中，谢尔顿点名令拉杰发言以期望他能把科学研讨会的话题拉回正轨，但拉杰却搅合进了霍华德和伯纳黛特的争吵之中。
拉杰的另一个笑点是看他如何融入美国的流行文化。拉杰很喜欢那些偏向女性的媒体节目（典型节目有《饭、祷、爱》、《恋恋记事本》、《欲望都市》和演员桑德拉·布洛克）。通常这些媒体节目的话题都是由佩妮和伯纳黛特引入的，然后遭到其他男孩的抨击，这时拉杰就会急切地想通过不耐烦的霍华德来为节目做辩护。这种斗嘴只会强调了他和霍华德之间的“基”调。
当拉杰和其他人混在一起时，虽然他说话时一口印度腔，但他还是因为使用“fo’shizzle（将死你）”这种俚语和频繁使用“dude（老兄）”这个词儿而倍受瞩目。他的母语是英语，但同时他也能说一口流利的印度语。
虽然他信仰印度教，但是他仍然吃牛肉，他认为“牛可以聚美味和神圣一体”。

## 选择性缄默症
拉杰最主要的特点是他极度地害羞以至于他无法在一般女性面前开口说话，这种情况在临床上被认为是一种名为选择性缄默症的病态。这是由莱纳德的母亲贝芙利·霍夫斯塔德博士随口提起的，拉杰本人也在《内布拉斯加州旋风》一集中提到了这一点。只有当「女人混迹在人群中时」、「拉杰本人喝多了时（或者他自认为喝多了时）」、「拉杰本人服用抗焦虑药物时」、「拉杰本人没有意识到有女人在场时」，他才能开口说话。拉杰提到，现在他的病情已大为改善，以前他见到女人都会被吓到尿裤子。另外值得一提的是，拉杰与诸如母亲、妹妹之类的女性亲属交流没有这种障碍。
因为多数剧集中佩妮都会登场，所以当佩妮在旁边时拉杰一般都保持沉默，或者对莱纳德或霍华德说悄悄话请他们作传声筒或回答者。但偶尔霍华德也会利用这一点来找乐子，比如说霍华德曾替拉杰“忏悔”说自己曾用双筒望远镜跟踪偷窥佩妮；或当谢尔顿把佩妮叫过来以制止拉杰继续说话时，霍华德拒绝继续充当拉杰的传话筒并对他说：“闭嘴吧，他（谢尔顿）赢了”。另外在有一次对话中，拉杰在有佩妮在场的情况下说了“好故事”几个字，把其他人都吓了一跳，随后拉杰本人也意识到了这种情况并立刻用双手堵嘴停止了谈话。本剧笑点之一就是每次对话曲终人散时，拉杰都会因为选择性缄默症留在现场而其他人则各奔东西。佩妮有时也会拿这一点来开玩笑，比如她会走进房间对拉杰说：“你，拉杰，跟我说话！”
酒精对拉杰的病症有奇效，当他仅摄入少量酒精时就可以滔滔不绝地和女人交谈，吃一口朗姆酒蛋糕也足以克服此病。然而，酒后的拉杰十分吵闹和恼人（酒品很烂）。当四个宅男坐火车去洛杉矶参加学术会议时，只喝了一瓶啤酒的拉杰就敢去搭讪萨莫·格萝。然而，莱纳德发现那其实是个无酒精啤酒，拉杰也只是在安慰剂效应下行动。因此当霍华德向拉杰指出这一点时，拉杰就又变回哑巴了。在最近的几集中，拉杰开始在裤兜里踹弧形小酒瓶作为常用的治病手段。
拉杰也尝试过使用抗焦虑药物来治病，但这些药都有副作用。当谢尔顿的妹妹蜜茜登场时，拉杰就通过服药来跟蜜茜和佩妮说话，但药的副作用却让他的手无法自制地抖个不停。在另外一集中，拉杰想服用一种同药性的其它药物，但却担心此药会降低他的推理能力。谢尔顿劝他“像吃糖一样把药全吃了”，拉杰听从了这一建议并在一间咖啡馆服用了此药。这个药虽然可以令他自由搭讪同桌女性，但由于副作用最终导致拉杰在众目睽睽之下制造了裸奔神话。
在第一季第七集《饺子悖论》中，当霍华德不在场而佩妮在场时，莱纳德开玩笑说把拉杰砍成两半以组队玩《光晕》，拉杰转向莱纳德（背对佩妮）说：“当然，砍死我一个外国人，我祖国还有十亿人等着呢”。
不过该症状在第6季的最后，因为拉杰失恋后的极度悲伤而痊愈。此后拉杰成为了女生三人组的闺蜜。

## 家庭
拉杰定期用带摄像头的笔记本电脑与远在新德里的父母V·M·库瑟帕里博士及夫人联络。后来他父母变得越来越专制，拉杰在视频过程中会将父母“带”到莱纳德和谢尔顿的公寓中。在第二季最后一集中，库瑟帕里夫人和沃罗维兹夫人之间爆发了一场争吵，原因是沃罗维兹夫人不相信印度内地竟没有一家牛排餐厅。
本剧的笑点之一是拉杰经常把自己描绘成一个出身贫寒、家境困苦的印度孩子，而他的朋友们则会说他父亲是妇产科医生，开着宾利轿车（他本人反抗说是“租来的”），家里还有仆人。在《手语红娘》一集中，谢尔顿作为公证人指出拉杰家比他们想的更有钱，他的原话是“他们家超超超级有钱，身价位于布鲁斯·韋恩和史高治麦克老鸭之间”。
拉杰的表亲之一桑杰（拉杰说他的朋友们应该认识他，桑杰的马甲就是AT&T客服的戴夫）在呼叫中心工作，此人在不止一集的剧集中被提到。又一次拉杰的父母为他安排了一场相亲，并要求他回国参加桑杰的婚礼，拉杰在反抗无效的情况下只得从命。
拉杰的另一个表亲文卡泰斯，作为职业律师的他谈判技巧却烂的可以，而且坦白承认自己是“没用的东西”。
拉杰有三个兄弟和两个姐妹，其中一个妹妹普莱娅曾在第四季跟莱纳德发展出一夜情，因为这打破了莱纳德、霍华德、拉杰的拉钩誓约而在众人之间引起了一场小争吵。在第四季后半段，普莱娅不顾拉杰的反对和莱纳德谈起了恋爱，但因为她同时和拉杰住在一起而倍显尴尬。在第四季最后一集中，拉杰因为受不了莱纳德和他妹妹进行星际迷航式性爱而搬到谢尔顿的公寓暂住。

## 工作
拉杰是Caltech物理分部的一名天体物理学家，发表过一篇关于海王星系凯伯带散布的论文。因为他发现了一颗位于凯伯带之外的行星体（2008，或者用拉杰自己的话说是“宝莱坞星球”），他被《人物周刊》评为“值得关注的30个30岁以下的明日之星”，也因为这项发现，拉杰搬到了大办公室，声名鹊起并惨遭朋友们嫉妒。
拉杰花了六个月的时间来研究海王星系间的星体但却一无所获（他自己坦白说他把时间都用来查收E-mail和搞维基词条了），因此他十分惧怕被遣送回印度。为了不被驱逐出境，拉杰加入了拉夫林教授领导的恒星进化小组。但因为小组里有一名美女，拉杰酒后乱性地去调戏人家而被开除出列。拉杰最终的结局是沦落到跟谢尔顿一起探索如何用弦论来解释暗物质毁灭后的射线，谢尔顿还反复强调拉杰是在为他工作。更讽刺的是，沦落之前有一次拉杰放话说自己的梦想是成为天体物理学领域的“英迪拉·甘地”，还强调自己不想因此而失去小鸡鸡。

## 恋爱
由于选择性缄默症的作用，拉杰没有同任何女性谈过一场真正的恋爱。不过尽管如此，他在搭讪方面还是比霍华德高明许多。拉杰有一次在父母的安排下跟青梅竹马的莱丽塔·葛普达相过一次亲，但因为拉杰只能在酒精的作用下开口，而且酒后经常口无遮拦地胡说八道，莱丽塔·葛普达受不了他转而同谢尔顿共进晚餐，使得这次相亲以惨败而告终。
当拉杰得知自己登上了《人物周刊》时，他喝得酩酊大醉后把佩妮作为自己的女友视频给父母看。很快，他酒醒了以后就只有赶去向佩妮道歉。虽然他想通过手写便签的形式来道歉，但佩妮强迫他说话，最终拉杰在不符合上述四种开口情况的条件下，硬是为佩妮挤出了一个词——“抱歉”。
拉杰也曾试图去勾引谢尔顿那个美若天仙的胞妹蜜茜，为此他还服用了抗焦虑的药物来治疗自己的病症。蜜茜说如果让她在莱纳德、霍华德和拉杰中选一个人约会的话，她会选拉杰。尽管如此，在没有药力的作用下拉杰还是不能开口说话。
当四个宅男坐火车去洛杉矶时，莱纳德、霍华德和拉杰都尝试去搭讪萨莫·格萝。拉杰喝下了一瓶自以为是啤酒的液体之后就可以熟练地搭讪萨莫·格萝并貌似赢得了她的好感。当霍华德指出他喝下的是无酒精啤酒时，拉杰立刻停止了他的滔滔不绝并一言不发地尴尬离开了。
当莱纳德对拉杰说只有他们两个人没有女友时，拉杰自爆说自己有一个在漫画书店认识的女友。该女并未出现在整部剧集中，但拉杰说她是个聋子，所以选择性缄默症并不会影响他的恋爱。拉杰疯狂暗恋着霍华德的女友伯纳黛特，所以当伯纳黛特接收了霍华德的求婚时他表现得特别痛苦。
尽管霍华德和拉杰表面上看都是异性恋，但他们之间经常有一些貌似同性恋的互动。莱纳德的母亲贝芙利·霍夫斯塔德博士把这种关系描述成“替代用同性婚姻”。拉杰的父母也对这一点心知肚明，有一次他妈给他说“你身边最像我们儿媳妇的就是那个犹太男孩霍华德了”，这引起了拉杰立刻的反驳。然而反驳归反驳，拉杰还是在和霍华德的同性恋中扮演“女性”身份。有一次他还对霍华德总是放他鸽子跑去追其他女生表达了强烈的不满。其他剧情中的同性恋潜台词包括拉杰曾经梦到他和霍华德一起买了两套公寓，房子中间有一条秘密通道从霍华德公寓的“前厅”通向他公寓的“后庭”。
在2011年放送的第四季最后一集中，喝多了的佩妮和拉杰在莱纳德的房间共度了一夜良宵。虽然他们都认为彼此应该做朋友，但还是掩盖不了已经上床的事实。第二天早上，羞愧又尴尬的两人约好把这段床戏当做不存在，但是当他们准备离开房间时却迎面碰到了莱纳德、霍华德和谢尔顿。争辩不得，搞得佩妮开始准备考虑搬回内布拉斯加州。在第五季开场时，拉杰对佩妮自爆说自己其实并没有和佩妮发生性关系，那天晚上他早泄后两人就睡觉了，而佩妮也承诺永不泄露拉杰的这个“小秘密”。
在第五季后面的剧情中，佩妮认为她给拉杰找到了一个聋子真命天女，结果此女极为拜金，当她发现拉杰的父母反对这段恋情并宣称若不分手将切断拉杰的经济来源时，她立刻就甩了拉杰。
最终，虽然老大不情愿，拉杰还是请他父母以包办婚姻的形式为自己选一个新娘候补。起先拉杰还很喜欢父母为他找的的女生，但后来爆出此女只是想找个“带把儿”的假老公以掩盖自己是蕾丝边的事实，而且她以为拉杰是基佬，因此他们可以拥有一个互不干涉的形式婚姻。拉杰一开始为了结束自己的单身生活居然还觉得这个疯狂的主意可行，幸好后来霍华德说服了他另觅佳偶。
为了不让拉杰感到孤单，霍华德和伯纳黛特合送了一只母约克郡犬给拉杰当宠物。拉杰对这一礼物大喜过望，继而提出要试试能不能把小狗放在他的“男用手袋”里。这一系列行为和用词让伯纳黛特开始正式怀疑他的性取向。
在霍华德的单身告别派对上，喝多了的拉杰现场爆出霍华德的诸多丑闻，包括他把初夜送给了远房堂姐、拉斯维加斯招妓事件、以及和霍华德两人3P在漫展上认识的Cosplay成美少女战士的胖女孩。这段爆料被威尔·惠顿录下并上传，伯纳黛特看到后勃然大怒，无论霍华德如何道歉都于事无补。
在第六季的时候，拉杰在斯图尔特的漫画店举办的活动上认识了叫露西的女生。但是她对生人有极度的恐惧心理，这让她拒绝了拉杰邀请她参加莱纳德的欢送派对并发短信告诉拉杰她不想再和他见面了，这让拉杰伤心欲绝。不过以此为契机，拉杰多年的选择性缄默症却治愈了。
在第七季的时候，拉杰与皮肤病医生艾米莉·斯维尼（Emily Sweeney）开始约会并确立男女朋友关系。

## 诠释与演绎
在最初的原版剧集策划中并没有拉杰这个人物，只有谢尔顿、莱纳德、和一个性格与佩妮大相径庭的前身凯特。封测观众对谢尔顿和莱纳德反响良好，却对凯特颇有微词。因此在后来的策划中新加入了拉杰和霍华德。这一系列的联合制片人比尔·普拉蒂说：“这一主意源于我们看到最初谢尔顿和莱纳德反响良好，所以就想到加入两个其他的类似角色”。拉杰针对女性的选择性缄默症的主意源于普拉蒂以前的一个同事。而且这个角色最初被定义成一个名叫“戴夫”的美籍印度裔人，但当纳亚尔赢得了这一角色后颠覆了所有的设定，因为他實是在是太“印度”了。